# 平時高
平 時高（たいら の ときたか）は、鎌倉時代の公卿。

## 経歴
承元3年（1209年）6月、蔵人に補され、9月に叙爵する。ついで建保3年（1215年）刑部権大輔、貞応3年（1224年）中宮権大進、天福元年（1233年）備中守を経て、嘉禎3年（1237年）皇太宮大進となった。同4年、右少弁に任じ、仁治3年（1242年）には正四位下で蔵人頭に補された。寛元3年（1245年）従三位に昇り公卿に列し、建長5年（1253年）正三位。建長6年（1254年）1月、従二位に昇叙された。建長6年3月26日（1254年4月15日）薨去した。

## 系譜
- 父：平親輔
- 母：藤原実教娘
- 妻：不詳
  - 男子：平時仲